# File Under: Easy Listening
File Under: Easy Listening – drugi album zespołu Sugar wydany we wrześniu 1994 przez wytwórnię Rykodisc. Materiał nagrano w "Meridan Studio" (Leon Springs) oraz "Cedar Creek Recording" (Austin).

## Lista utworów
1. "Gift" (B. Mould) – 4:14
2. "Company Book" (D. Barbe) – 3:45
3. "Your Favorite Thing" (B. Mould) – 3:51
4. "What You Want It to Be" (B. Mould) – 4:13
5. "Gee Angel" (B. Mould) – 3:56
6. "Panama City Motel" (B. Mould) – 4:07
7. "Can't Help You Anymore" (B. Mould) – 3:29
8. "Granny Cool" (B. Mould) – 3:33
9. "Believe What You're Saying" (B. Mould) – 3:56
10. "Explode and Make Up" (B. Mould) – 4:54

## Skład
- Bob Mould – śpiew, gitara
- David Barbe – gitara basowa, śpiew
- Malcolm Travis – perkusja

produkcja
- Bob Mould – produkcja
- Jim Wilson – inżynier dźwięku